# ادالند (ویرجینیای غربی)
ادالند، غرب ویرجنیا (به انگلیسی: Adaland, West Virginia) در ایالات متحده آمریکا است که در ویرجینیای غربی واقع شده‌است.

## خصوصیات
ادالند ۴۲۶٫۱۲ متر بالاتر از سطح دریا واقع شده‌است.